# Tomohyphantes opacus
Tomohyphantes opacus là một loài nhện trong họ Linyphiidae.
Loài này thuộc chi Tomohyphantes. Tomohyphantes opacus được Alfred Frank Millidge miêu tả năm 1995.